# Shounen Maid
Shounen Maid (少年メイド Shounen Meido, bogst. "Drenge-tjenestepige") er en japansk mangaserie skrevet og tegnet af Ototachibana. Den gik i magasinet B's-Log Comic fra 12. marts 2008 til 1. marts 2017 og blev sideløbende samlet og udgivet i 10 bind. En animeserie i 12 afsnit blev sendt i japansk tv fra 8. april til 1. juli 2016.

## Plot
Efter hans mors død er drengen Chihiro Komiya efterladt uden familie og et sted at bo. Det ændrer sig imidlertid, da han møder sin onkel Madoka Takatori, en rig men excentrisk ung mand. Da Modaka bliver klar over, at Chihiro ikke har andre steder at være, beslutter han at den unge dreng kan bo hos ham. Men da Chihiro ser at hans onkels store palæ er fuldstændig rodet til og fyldt med affald, beslutter han sig for at ansætte sig selv som Madokas hushjælp. Til gengæld må han gå klædt i tjenestepigeuniform over sine shorts og bliver betalt med lommepenge hver måned.

## Figurer
- Chihiro Komiya (小宮 千尋 Komiya Chihiro) - En grundskoleelev der begynder at arbejde som "tjenestepige" i sin rige onkels hus, efter at hans mor dør.[2] Han har rengøringsvanvid, er en utrolig kok og kan være streng men kærende overfor sin onkel. Han er venlig men uafhængig og forholdsvis moden, efter at hans mor har lært ham, at dem der ikke arbejder ikke spiser. Han er temperamentsfuld og kan være stadig men mener det godt. Han er typen, der holder sig selv tilbage og ikke vil bede om det han ønsker, fordi han voksede op i fattigdom. Med tiden kommer han dog til at stole på og være afhængig af hans onkel.
- Madoka Takatori (鷹取 円 Takatori Madoka) - Chihiros excentriske onkel der laver kostumer, og som tager sig af ham på betingelse af, at han gør rent i huset.[2] Han har en tendens til at være doven, tager tingene og let og laver en masse rod, men han kærer sig om sin nevø og er en virkelig venlig person. Han elsker katte trods allergi men hader til gengæld hunde som følge af et traume fra barndommen. Han er ikke god til at håndtere fremmede og er ikke opdateret med populærkulturen, navnlig fordi han til at begynde med ikke har et fjernsyn. Han er ikke kræsen med hensyn til mad. Han bryder sig ikke om sin mor, Kazusa Takatori, på grund af en barndomstraume, men bliver klar over at der er mere end det i hende.
- Keiichirou Shinozaki (篠崎 桂一郎 Shinozaki Keiichirou) - Madokas sekretær der har været sammen med ham siden barndommen, og som sørger for, at han får lavet sine kostumer og overholder tidsplanen. Han er seriøs men venlig og behandler Chihiro elskværdigt. Han elsker sushi og budding. Han bryder sig ikke om, at Madoka er excentrisk, og er dårlig til husarbejde. Han kommer fint ud af det med Chihiro, da de begge er seriøse, hårdtarbejdende, ret så modne og sørger for, at Madoka får gjort sit arbejde.
- Miyako Ootori (凰 美耶子 Ootori Miyako) - En ung, venlig og glad arving, der tidligere var forlovet med Madoka. Hun føler sig knyttet sig til sin far og spekulerer på, om hun burde gøre som han siger i stedet for at være egoistisk, men Chihiro opmuntrer hende til at følge sit hjerte. Hun er en utrolig kok men har en tendens til at rode, når hun laver mad, og er dårlig til at gøre rent. Hun er gode venner med Madoka og Chihiro og er forelsket i Keiichiro.
- Yuuji Hino (日野 祐司 Hino Yuuji) - Chihiros bedste ven, der bekymrer sig Chihiro efter hans mors død. Han er en af seks børn i en familie, der er tømrere. Han er gode venner med Madoka, da hans familie har arbejdet som Madokas gartnere i mange år.
- Ryuuji (竜児 Ryuuji) - Det yngste medlem af idolgruppen Uchouten Boys. Han er ung, venlig og kan godt være lidt barnlig men bryder sig ikke om at se ud som et barn, fordi han er kort. Han beder Madoka om en ændring i sin tøjstil, fordi han ikke længere vil ligne et barn ved at gå i shorts. Men med lidt hjælp fra Chihiro og Madoka indser han, at han er skabt til at bruge shorts, da hans ben anses for at være attraktive, og at han ikke bør være bange for at vise dem frem. Han kan være glemsom og lidt klodset, men han er også kærende. Han drømmer om at blive en elskværdig gentleman som Madoka, uvidende om at dette kun er Madokas facade i forretningsøjemed og ikke hans sande personlighed.
- Hayato (隼人 Hayato) - Leder af idolgruppen Uchouten Boys. Han er høj med sort hår, flot og moden af alder. Han holder øje med Ryuuji som en bror og afgiver en skinnende aura. Han leger med Ryuujis hår, når han er stresset.
- Ibuki (伊吹 Ibuki) - Medlem af idolgruppen Uchouten Boys. Han har en karakter som en prins, der dækker et voldsomt temperament, men han kærer sig også om de andre gruppemedlemmer.
- Chiyo Komiya (小宮千代 Komiya Chiyo) - Chihiros excentriske mor som han minder meget om. Hun brød med sin familie efter at hun vanærede sin far ved at få et barn med en mand, som han ikke ville lade hende gifte sig med. Manden døde kort efter Chihiro blev født. Chiyo levede et fattigt men lykkeligt liv med sin søn men døde at et hjerteanfald som følge af overarbejde. Hendes motto var "intet arbejde ingen mad" men var dog selv dårlig til at lave mad, undtagen tamagoyaki.
- Kazusa Takatori (鷹取 一砂 Takatori Kazusa) - Chiyo og Madokas mor og Chihiros bedstemor. Madoka har dog svært ved at se, at der mere end det i hende. Hun bliver altid pinligt berørt, når Chihiro ser hende prøve at kæle med katten.
- Yukito Amahara (アマハラ ゆきと Amahara Yukito) - Chihiros klassekammerat og ven. Han har rødbrunt hår og orange øjne.
- Hiroshi Takei (武井 ヒロシ Takei Hiroshi) - Chihiros klassekammerat og ven. Han har mørkebrunt hår, olivengrå øjne og bruger briller.
- Yuu Nomura (野村 ゆう Nomura Yuu) - En pige fra Chihiros klasse, der er forelsket i ham. Hun har mørklilla hår, der som regel er holdt i en hestehale.
- Hanako Hino (日野 花子 Hino Hanako) - En af Yuuji Hinos søskende. En glad og energisk lille pige der holder af prinsesser. Hun bryder sig ikke om, at nogen blander sig i hendes ting, især hendes bror.

## Manga
Mangaserien blev skrevet og tegnet af Ototachibana. Den begyndte i Enterbrains mangasin B's-Log Comic 12. marts 2008, hvor den gik indtil 1. marts 2017. Den blev sideløbende samlet og udgivet i 10 bind. Bind 6, der blev udgivet i april 2013, kom både i en almindelig udgave og i en eksklusiv udgave med en vedlagt drama-cd.
| Bind | Udgivet i Japan   | Japansk ISBN-nr.                                                                 |
| ---- | ----------------- | -------------------------------------------------------------------------------- |
| 1    | 1. december 2008  | ISBN 978-4-7577-4599-5                                                           |
|      |                   |                                                                                  |
| 2    | 1. juni 2009      | ISBN 978-4-7577-4939-9                                                           |
|      |                   |                                                                                  |
| 3    | 1. februar 2010   | ISBN 978-4-04-726219-5                                                           |
|      |                   |                                                                                  |
| 4    | 28. februar 2011  | ISBN 978-4-04-727057-2                                                           |
|      |                   |                                                                                  |
| 5    | 29. december 2011 | ISBN 978-4-04-727715-1                                                           |
|      |                   |                                                                                  |
| 6    | 1. april 2013     | ISBN 978-4-04-728846-1 (normal udgave) ISBN 978-4-04-728847-8 (eksklusiv udgave) |
|      |                   |                                                                                  |
| 7    | 1. februar 2014   | ISBN 978-4-04-729430-1                                                           |
|      |                   |                                                                                  |
| 8    | 1. november 2014  | ISBN 978-4-04-730025-5                                                           |
|      |                   |                                                                                  |
| 9    | 1. april 2016     | ISBN 978-4-04-734026-8                                                           |
|      |                   |                                                                                  |
| 10   | 1. april 2017     | ISBN 978-4-04-734552-2                                                           |
|      |                   |                                                                                  |

## Anime
En animeserie baseret på mangaen blev annonceret i 32. udgave af B's-Log Comic fra august 2015. Serien blev sendt i 12 afsnit fra 8. april til 1. juli 2016 på TBS, CBC, Sun TV og BS-TBS. Serien blev produceret af 8-Bit med manuskript af Yoshiko Nakamura, instruktion af Yusuke Yamamoto og figurdesign af Kana Ishida. Introsangen er "Innocent promise" af Trustrick, mens slutsangen er "Zutto Only You" (ずっとOnly You) af Natsuki Hanae, Taku Yashiro og Kazutomi Yamamoto.
En spin-off-serie med titlen Uchouten Nicosei (有頂天☆ニコ生) fokuserer på den fiktive idolgruppe Uchouten Boys. Første afsnit blev sendt på Niconico 14. marts 2016 med efterfølgende regulære udsendelser fra 11. april 2016.

### Stemmer
- Natsumi Fujiwara - Chihiro Komiya[1]
- Nobunaga Shimazaki - Madoka Taketori[1]
- Tomoaki Maeno - Keiichirou Shinozaki[1]
- Natsuki Hanae- Ryuuji[20]
- Taku Yashiro - Hayato[20]
- Kazutomi Yamamoto - Ibuki[20]
- Yui Makino - Miyako Ootori[16]
- Mitsuki Saiga - Yuuji Hino[16]
- Yukari Tamura - Chiyo Komiya[16]
- Yoshiko Sakakibara - Kazusa Takatori[16]
- Asuna Tomari - Yukito Amahara
- Kaede Hondo - Hiroshi Takei
- Mikako Izawa - Yuu Nomura
- Akiko Yajima - Hanako Hino

### Afsnit
| #  | Titel | Sendt første gang |
| -- | --- | ----------------- |
|    | |                   |
| 1  | "Those Who Don't Work Don't Eat" "Hatarakazaru Mono Kuubekarazu" (はたらかざる者食うべからず)                                                       | 8. april 2016     |
| 2  | "Failure is the Mother of Success" "Shippai wa Seikou no Haha" (しっぱいは成功の母)                                                                 | 22. april 2016    |
| 3  | "If You Feed a Dog for Three Days, It Will Be Grateful for Three Years" "Inu wa Mikka Kaeba Sannen On wo Wasurenu" (いぬは三日飼えば三年恩を忘れぬ) | 29. april 2016    |
| 4  | "What You Like, You Will Do Well" "Suki Koso Mono no Jouzu Nare" (好きこそ物の上手なれ)                                                             | 6. maj 2016       |
| 5  | "A Man Never Goes Back on His Word" "Danshi no Hitokoto, Kintetsu no Gotoshi" (だんしの一言金鉄の如し)                                              | 13. maj 2016      |
| 6  | "Even a Chance Encounter is Preordained" "Sode Furi Au mo Tashounoen" (袖振り合うも他生の縁)                                                        | 20. maj 2016      |
| 7  | "Learning Doesn't Happen in a Day" "Gakumon wa Ichinichi ni Shite Narazu" (学問は一日にしてならず)                                                  | 27. maj 2016      |
| 8  | "The Devil Scoffs When You Talk of Next Year" "Rainen wo Ieba Oni ga Warau" (来年を言えば鬼が笑う)                                                  | 3. juni 2016      |
| 9  | "Charity Brings Its Own Reward" "Nasake wa Hito no Tame Narazu" (情けは人の為ならず)                                                                | 10. juni 2016     |
| 10 | "No Heat or Cold Lasts Beyond the Equinox" "Atsusa Samusa mo Higan made" (暑さ寒さも彼岸まで)                                                       | 17. juni 2016     |
| 11 | "Boys, Be Ambitious" "Shounen yo, Taishi o Dake" (少年よ、大志を抱け)                                                                               | 24. juni 2016     |
| 12 | "All's Well That Ends Well" "Owari Yokereba Subete Yoshi" (終わり良ければすべて良し)                                                                | 1. juli 2016      |